# Lampropeltis getula
Lampropeltis getula é uma espécie inofensiva da família Colubridae, endêmica dos Estados Unidos. É muito apreciada por colecionadores. Atualmente, quatro subespécies são reconhecidas, incluindo a subespécie nominal descrita aqui. Todos esses táxons foram originalmente descritos como espécies distintas e reconhecidos como tal por até 101 anos.

## Descrição

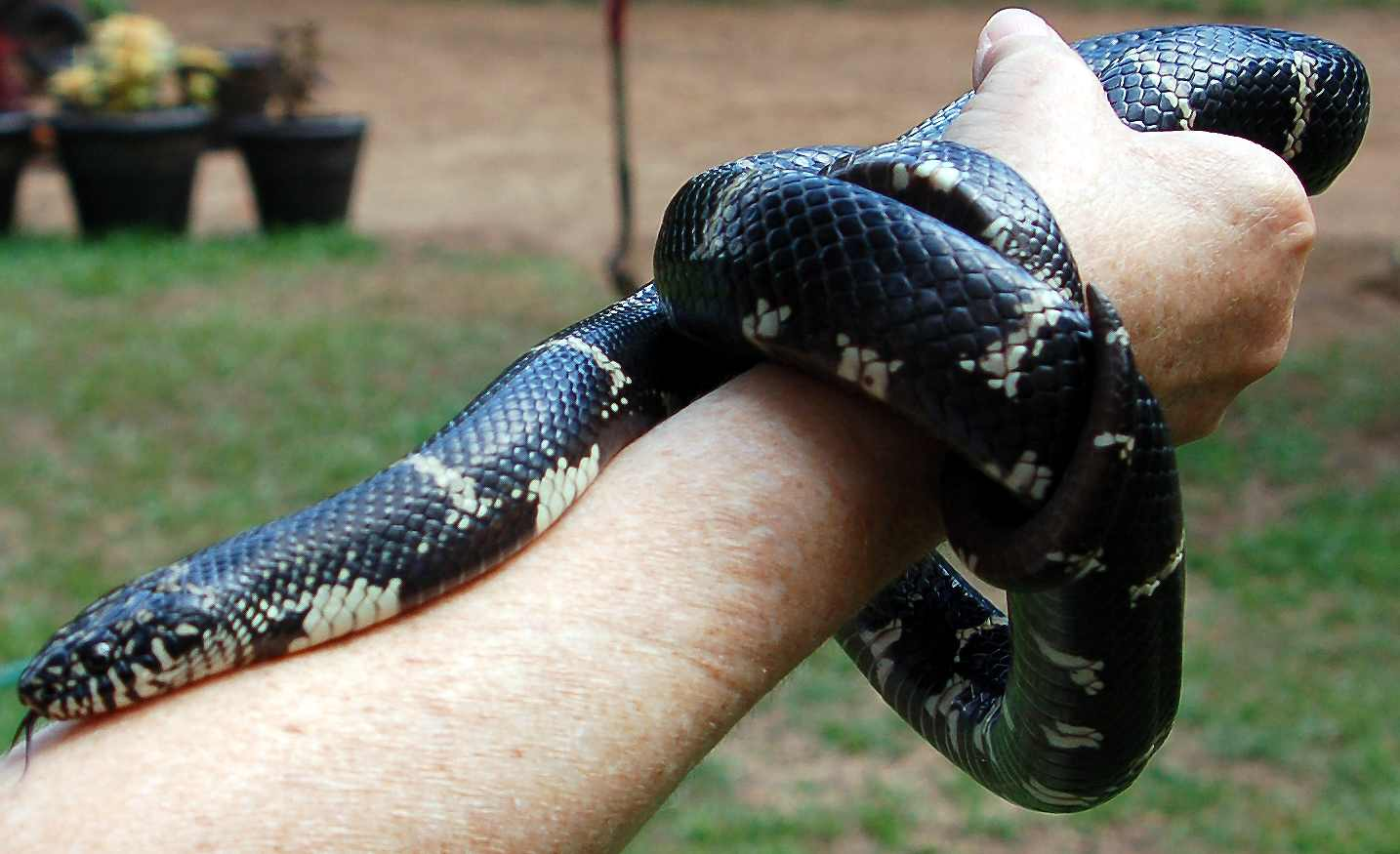
L. g. getula pode ser bastante dócil, mesmo quando capturada na natureza

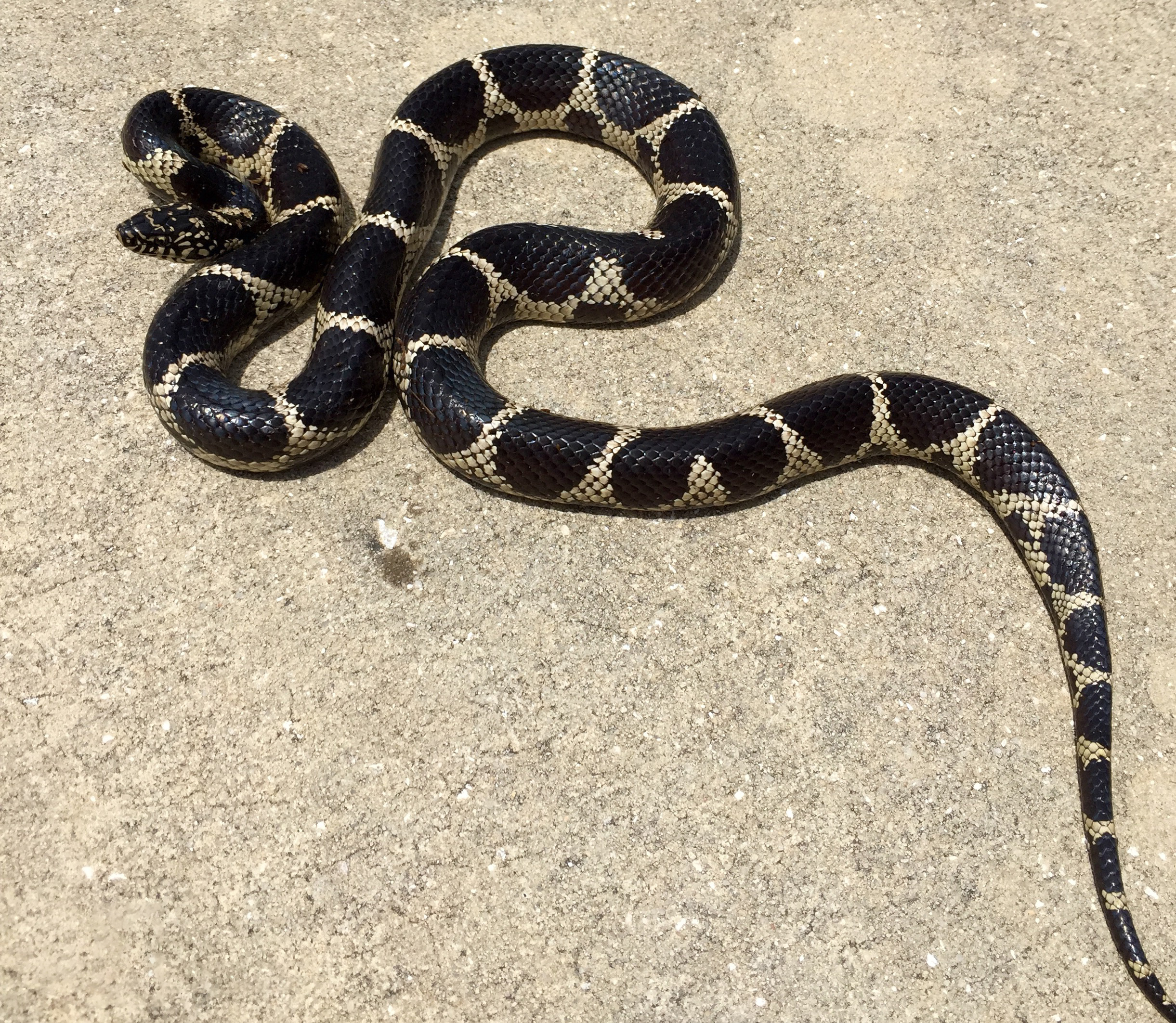
Condado de Dixie, Flórida

Os espécimes adultos da subespécie Lampropeltis getula holbrooki são os menores, com comprimento rostro-cloacal médio de 91,5 cm, enquanto a L. g. getula é a maior, com comprimento rostro-cloacal médio de 107 cm. Foram registrados espécimes com até 208,2 cm de comprimento total (incluindo a cauda). O peso varia de 285 g em um espécime pequeno de 87,2 cm de comprimento total até 2.268 g em espécimes grandes, com mais de 153 cm de comprimento total.
O padrão de coloração consiste em uma base preta brilhante, preto-azulada ou marrom-escura, sobreposta por 23 a 52 anéis brancos em forma de corrente.

## Nomes comuns
Os nomes comuns (em inglês) para Lampropeltis getula incluem eastern kingsnake, common kingsnake, chain kingsnake, kingsnake, Carolina kingsnake, chain snake, bastard horn snake, black kingsnake, black moccasin, common chain snake, cow sucker, horse racer, master snake, North American kingsnake, oakleaf rattler, pied snake, pine snake, racer, rattlesnake pilot, thunder-and-lightning snake, thunderbolt, thunder snake, wamper, wampum snake.

## Distribuição geográfica
L. getula é encontrada no sudeste dos Estados Unidos, do sul de Nova Jersey até a Flórida.

## Habitat
Os habitats preferidos de Lampropeltis getula são áreas abertas, especialmente campos, mas também chaparral, bosques de carvalhos, fazendas abandonadas, desertos, montanhas baixas, áreas de areia e zonas ripárias, incluindo pântanos, canais e riachos. Um estudo sobre o uso de habitat da L. getula revelou que elas preferem locais com uma espessa camada de folhas secas e arbustos densos. Durante a pesquisa, observou-se que 79% dos espécimes monitorados passavam a maior parte do tempo escondidos sob o solo e folhas secas.
Embora frequentemente descrita como diurna, há relatos de que ela pode ser crepuscular ou noturna durante os períodos mais quentes do ano. Elas frequentemente se abrigam em tocas de roedores como refúgios noturnos.
Estudos indicam que as áreas de vida das cobras apresentam pouco ou nenhuma sobreposição.
Alguns estudos mostram que as cobras, especialmente os machos, são territoriais e podem enfrentar cobras invasoras em combate se seu território for ameaçado.

## Dieta
Lampropeltis getula se alimenta de outras cobras, incluindo espécies venenosas como a Agkistrodon contortrix, responsável pela maioria das mordidas venenosas nos Estados Unidos, além de cobras-corais (Micruroides e Micrurus [en]), Sistrurus catenatus [en] e outras cascavéis (Crotalus e Sistrurus). Entre as cobras não venenosas predadas estão a Thamnophis sirtalis, a Nerodia sipedon [en], a Diadophis punctatus [en], a Virginia valeriae [en] e a Carphophis amoenus [en].
Alimenta-se de anfíbios, ovos de tartaruga, ovos de aves (incluindo os da perdiz-da-virgínia), lagartos (como o Plestiodon fasciatus [en]) e pequenos mamíferos (como o camundongo-de-patas-brancas), que mata por constrição.
Devido à sua dieta baseada em outras espécies de cobras, as cobras L. getula são um fator-chave na disseminação da ofidiomicose, uma doença fúngica relativamente nova causada pelo fungo Ophidiomyces ophiodiicola [en]. Os impactos dessa doença nas cobras ainda estão sendo pesquisados.

## Reprodução
Lampropeltis getula é ovípara. Fêmeas adultas depositam até várias dezenas de ovos, que eclodem após 2 a 2,5 meses de incubação. Os filhotes são coloridos e se alimentam de pequenas cobras, lagartos e roedores. As cobras L. g. getula são ativas de abril a outubro na maior parte de sua área de distribuição, com reprodução ocorrendo nos meses de primavera. O comportamento de morder o pescoço é comum durante o acasalamento.

## Em cativeiro
Muito apreciada por colecionadores, Lampropeltis getula adapta-se bem ao cativeiro, podendo viver 25 anos ou mais. Algumas das subespécies mais populares mantidas em cativeiro são a L. californiae [en], a L. getula brooksi [en], a L. getula floridana [en] e a L. getula nigrita [en].

## Subespécies
| Subespécie           | Autoridade                    | Nome comum (em inglês)          | Distribuição                              |
| -------------------- | ----------------------------- | ------------------------------- | ----------------------------------------- |
| L. g. brooksi [en]   | Barbour, 1919                 | Brooks's kingsnake              |                                           |
| L. g. floridana [en] | Blanchard, 1919               | Florida kingsnake               |                                           |
| L. g. getula         | (Lineu, 1766)                 | Eastern kingsnake               |                                           |
| L. g. meansi [en]    | Krysko [en] & Judd [en], 2006 | Apalachicola Lowlands kingsnake | As terras baixas de Apalachicola, Flórida |